# Mussolet de Hoskins
El mussolet de Hoskins (Glaucidium hoskinsi) és una espècie d'ocell de la família dels estrígids (Strigidae). Habita els boscos del sud de Baixa Califòrnia.El seu estat de conservació es considera de risc mínim.